# Arabella caeca
Arabella caeca är en ringmaskart som beskrevs av Fauvel 1940. Arabella caeca ingår i släktet Arabella och familjen Oenonidae. Inga underarter finns listade i Catalogue of Life.